# La Anunciación (El Greco, Sigüenza)
La Anunciación es uno de los temas más repetidos en el corpus pictórico del Greco. La presente versión es de la última etapa del pintor, y se halla en el Museo Diocesano de Arte Antiguo (Sigüenza)

## Temática de la obra
El episodio de la  Anunciación relata la aparición del arcángel Gabriel, con el fin de anunciar a la Virgen María que sería la madre de Jesús por obra del Espíritu Santo. Este episodio está narrado en el evangelio de Lucas (Lc 1:26-39).

## Análisis de la obra

#### Datos técnicos y registrales
- Museo Diocesano de Arte Antiguo (Sigüenza);[2]
- Pintura al óleo sobre lienzo;
- Dimensiones: 152 x 99 cm;
- Datación: hacia 1610-1614;
- Consta en el catálogo razonado de Wethey con el n º. 43, y Tiziana Frati le da la referencia 167-a.[3]

#### Descripción de la obra
Este lienzo está derivado de La Anunciación (Toledo-Ohio), y se trata de una obra de gran emoción. El pintor destaca la figura de la paloma, símbolo del Espíritu Santo, con una fuerte luz que ilumina el espacio central de la pintura. Los simbólicos lirios de pureza. así como los colores y pliegues de las vestiduras son ejemplos de la escuela veneciana, pero también queda patente en esta obra la audacia de los últimos años del pintor. Así, la pureza del rostro de la Virgen queda inalterado, pero el velo semitransparente que cubre su cabeza y sus hombros parece un hervidero de formas en disolución.
El jarrón con lirios solo aparece en la parte izquierda en esta versión y en la variante de La Anunciación (copias del lienzo de Toledo-Ohio) que se halla en el Museo de Santa Cruz.
Atribución de la obra
Esta obra es atribuida al Greco por Sánchez Cantón y por otros autores. Sin embargo, Wethey cree que —aunque el dibujo debió ser del Greco— las cualidades emotivas y la ejecución de la pintura son demasiado flojas para ser consideradas de su propia mano.

## Procedencia
- Probablemente procede de un convento suprimido, ya que no consta en Sigüenza en el siglo XVIII.[8]